# Lukas Hoffmann
Lukas Hoffmann (Moers, 24 de noviembre de 1984) es un deportista alemán que compitió en piragüismo en la modalidad de eslalon. Ganó una medalla de plata en el Campeonato Mundial de Piragüismo en Eslalon de 2007 y una medalla de bronce en el Campeonato Europeo de Piragüismo en Eslalon de 2008, ambas en la prueba de C1 por equipos.

## Palmarés internacional
| Campeonato Mundial | Campeonato Mundial     | Campeonato Mundial | Campeonato Mundial |
| Año                | Lugar                  | Medalla            | Competición        |
| ------------------ | ---------------------- | ------------------ | ------------------ |
| 2007               | Foz do Iguaçu (Brasil) | Medalla de plata   | C1 por equipos     |
| Campeonato Europeo |                        |                    |                    |
| Año                | Lugar                  | Medalla            | Competición        |
| 2008               | Cracovia (Polonia)     | Medalla de bronce  | C1 por equipos     |